# SD Navarro CF
Navarro CF is een Spaanse voetbalclub uit Avilés die uitkomt in de Tercera División. De club werd in 1980 opgericht en speelt haar thuiswedstrijden in Estadio Tabiella.